# Xã Taylor, Quận Harrison, Indiana
Xã Taylor (tiếng Anh: Taylor Township) là một xã thuộc quận Harrison, tiểu bang Indiana, Hoa Kỳ. Năm 2010, dân số của xã này là 781 người.